# آنجا هوبر
آنجا هوبر (انگلیسی: Anja Huber؛ زادهٔ ۲۰ مهٔ ۱۹۸۳) ورزشکار اسکلتون اهل آلمان است.
وی در مسابقات کشوری و بین‌المللی در مجموع برندهٔ ۲ مدال طلا، ۲ مدال نقره، ۱ مدال برنز شده‌است.